# Ámbar báltico

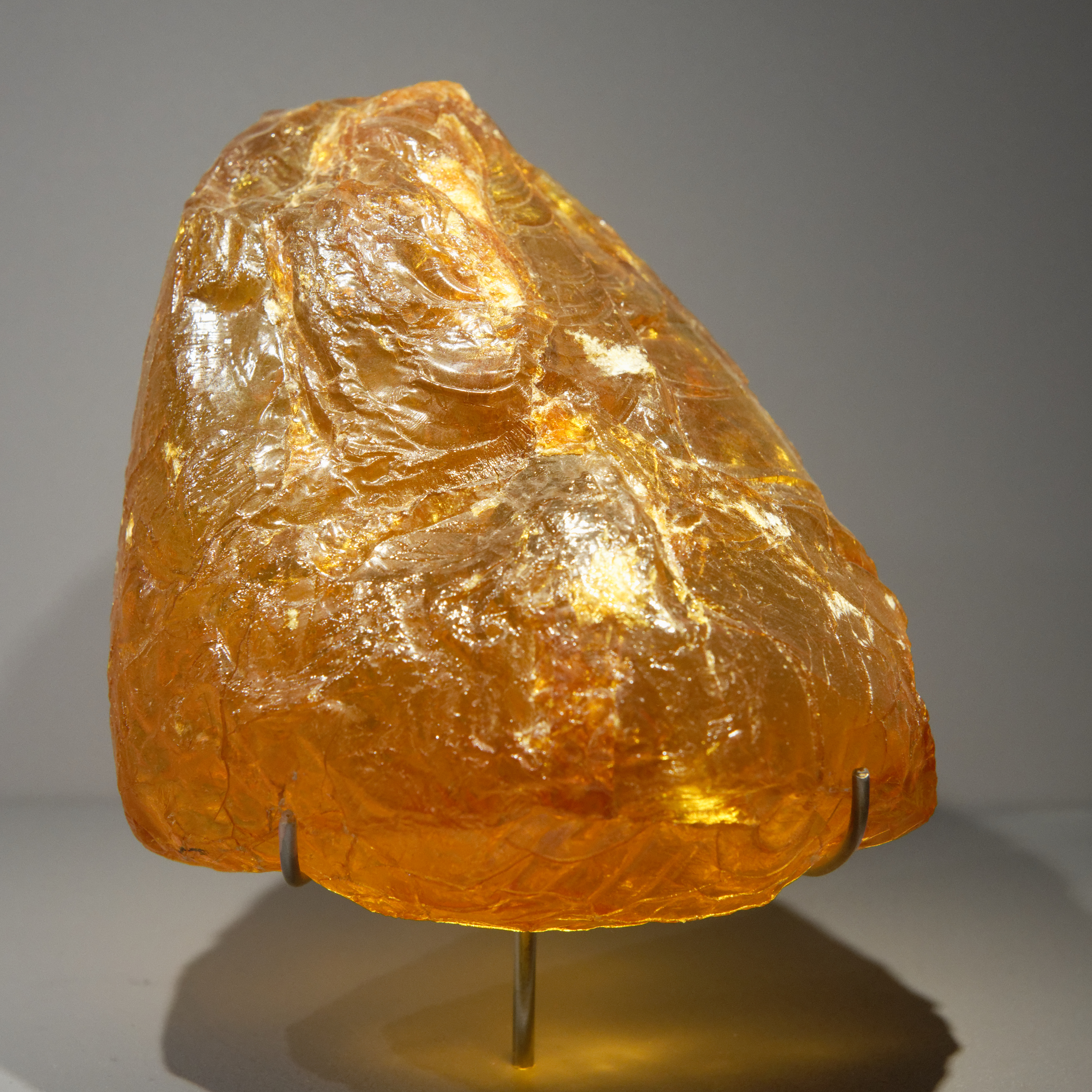
Muestra de ámbar báltico.

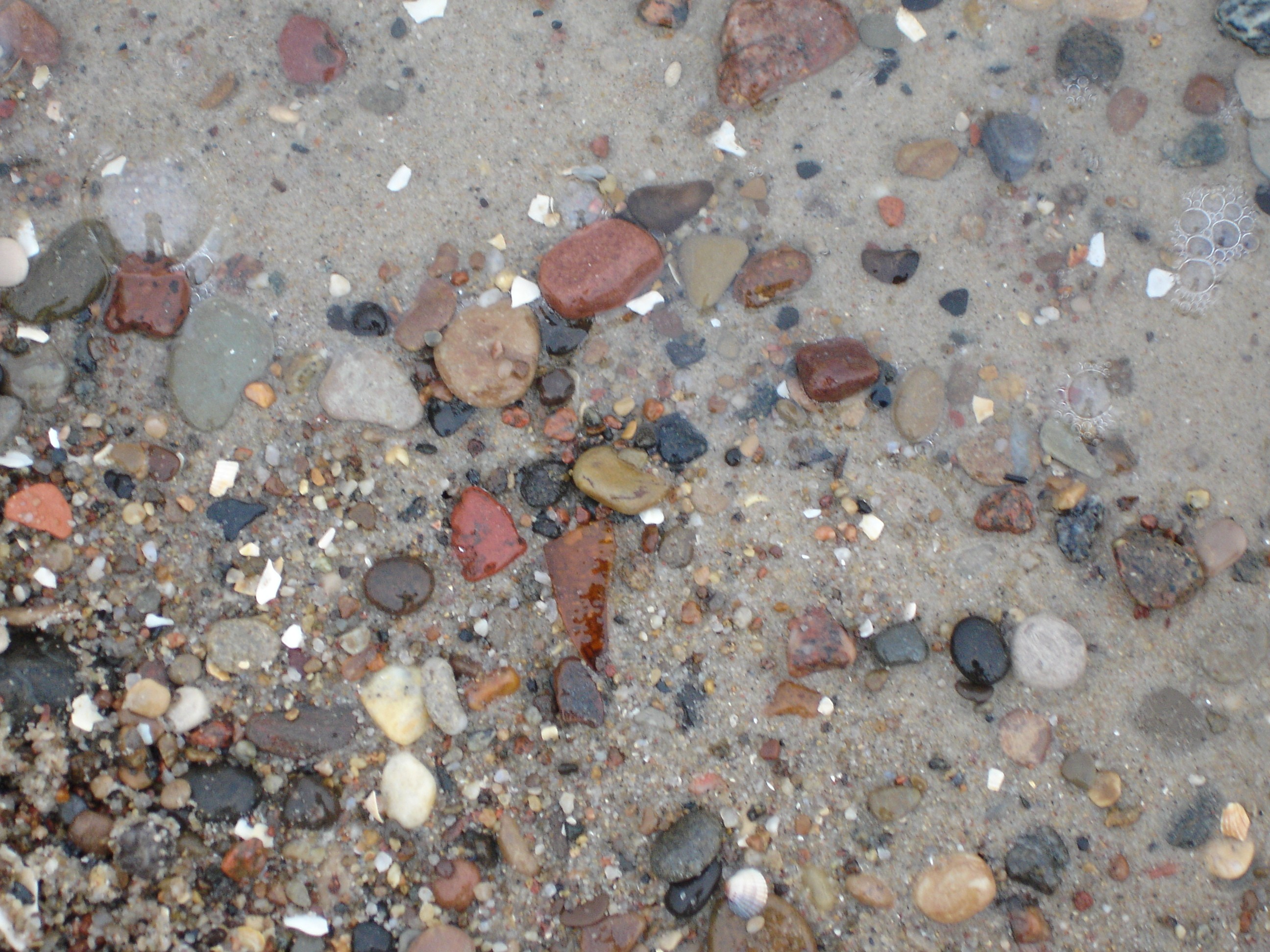
Arena de una playa del Mar Báltico donde se encuentra ámbar.

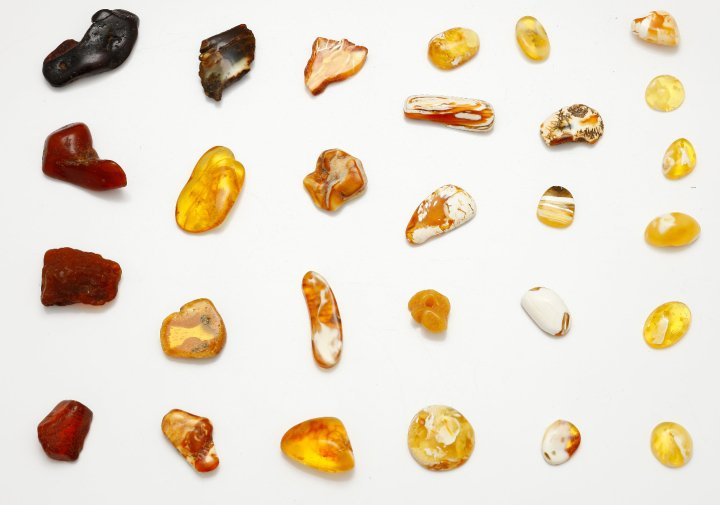
Diversidad de colores del ámbar báltico.

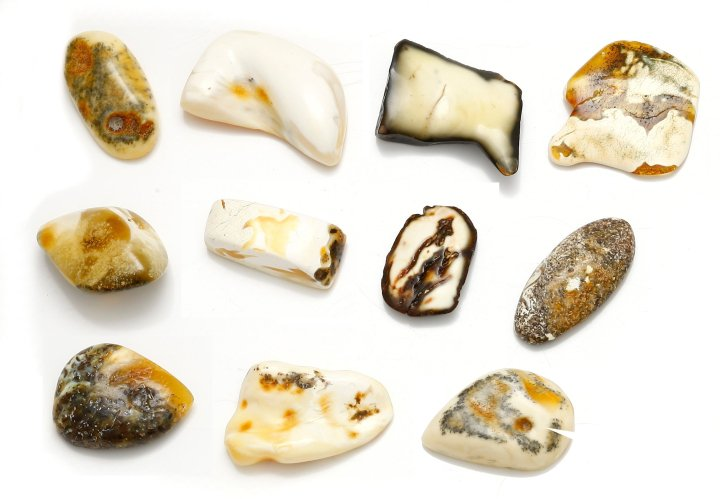
Diversidad de colores del ámbar báltico.

La región báltica alberga el mayor depósito conocido de ámbar, llamado ámbar báltico o ámbar del Báltico, donde se concentra cerca del 80 % del ámbar mundial conocido. Su origen data de entre hace 35 y 40 millones de años (abarcando las épocas geológicas Eoceno y Oligoceno temprano).
Las minas más importantes están en Kaliningrado (Rusia). Hay otras en Lituania, Letonia, Estonia, Polonia y en otras zonas de Rusia. A veces, fragmentos de ámbar son llevados por las olas a las playas de Dinamarca, Noruega e Inglaterra.
El término «ámbar báltico» es genérico; así, el ámbar de las minas de Bitterfeld en Alemania, que sólo tiene 20 millones de años de antigüedad, se reconoce por el mismo nombre.
Ya que el ámbar báltico contiene alrededor de un 8 % de ácido succínico, también se le aplica el término succinita.
Se pensó a partir de la década de 1850 que la resina que se convertía en ámbar era producida por el árbol Pinites succinifer, pero investigaciones realizadas en 1980 concluyeron que la resina se origina a partir de varias especies.

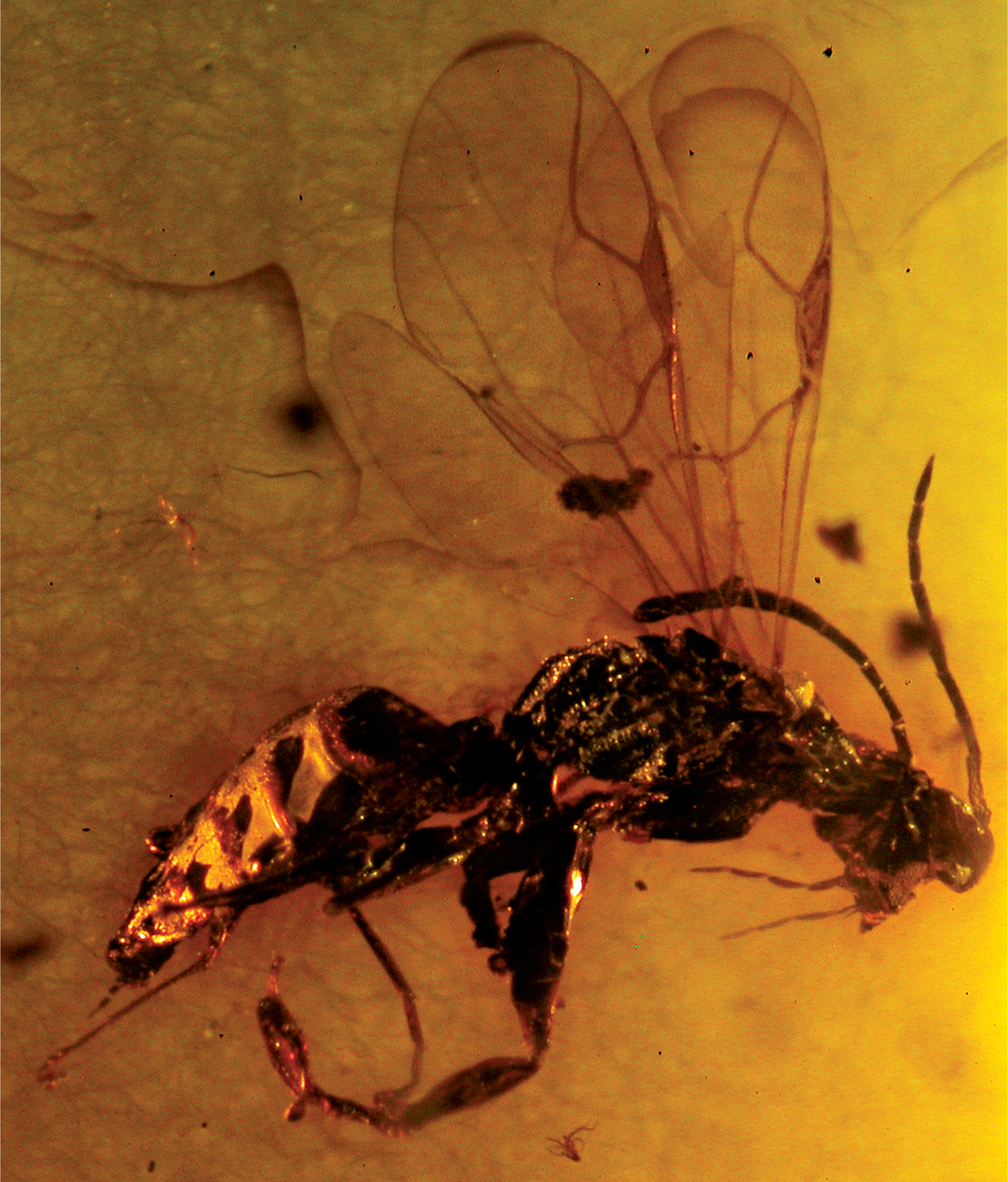
Deinodryinus velteni (Dryinidae) en ámbar báltico del Eoceno Medio

## Fósiles
El ámbar del Báltico se destaca por los numerosos fósiles encontrados, que se cuentan entre los más antiguos en ámbar. Las inclusiones fósiles son relativamente poco comunes y a menudo parcialmente ocultas por deshechos botánicos o por burbujas; por esto los ejemplares fósiles se ven mejor después de cortar y pulir las piezas. A veces se usan microscopios trioculares para fotografiarlos.

### Fauna
- Agroecomyrmex Wheeler, 1910[2]
- Aphaenogaster mersa Wheeler, 1915[2]
- Aphaenogaster oligocenica Wheeler, 1915[2]
- Aphaenogaster sommerfeldti (Mayr, 1868)[2]
- Arostropsis Yunakov & Kirejtshuk, 2011[3]
- Aspidopleura Gibson, 2009[4]
- Asymphylomyrmex Wheeler, 1915[2]
- Baltimartyria Skalski, 1995
- Baltocteniza Eskov & Zonstein, 2000[5]
- Brevivulva Gibson, 2009[4]
- Deinodryinus areolatus (Ponomarenko, 1975)[6]
- Deinodryinus velteni Guglielmino & Olmi, 2011[6]
- Diochus electrus Chatzimanolis & Engel, 2011[7]
- Electrinocellia (Carpenter) Engel, 1995[8]
- Electrocteniza Eskov & Zonstein, 2000[5]
- Electropodagrion Azar & Nel, 2008[9]
- Electrostephanus Brues, 1933[10]
- Elektrithone Makarkin, Wedmann, & Weiterschan, 2014[11]
- Epiborkhausenites Skalski, 1973[12]
- Glisachaemus Szwedo, 2007[13]
- Gracillariites Kozlov, 1987
- Metanephrocerus collini Carpenter & Hull, 1939[14]
- Metanephrocerus groehni Kehlmaier & Skevington, 2014[14]
- Metanephrocerus hoffeinsorum Kehlmaier & Skevington, 2014[14]
- Electrocrania Kuznezov, 1941
- Fibla carpenteri Engel, 1995[8]
- Metapelma archetypon Gibson, 2009[4]
- Micropterix gertraudae Kurz & Kurz, 2010
- Neanaperiallus Gibson, 2009[4]
- Palaeovespa baltica Cockerell, 1909[15]
- Palaeovespa socialis Pionar, 2005[16]
- Prolyonetia Kusnetzov, 1941
- Propupa Stworzewicz & Pokryszko, 2006[17]
- Pseudogarypus synchrotron Henderickx, 2012[18]
- Stigmellites baltica (Kozlov, 1988)
- Xylolaemus sakhnovi Alekseev & Lord, 2014[19]
- Succinipatopsis Poinar, 2000[20]
- Yantaromyrmex constricta (Mayr, 1868)[21]
- Yantaromyrmex geinitzi (Mayr, 1868)[21]
- Yantaromyrmex samlandica (Wheeler, 1915)[21]